# Atractogaster semisculptus
Atractogaster semisculptus är en stekelart som beskrevs av Joseph Kriechbaumer 1872. Atractogaster semisculptus ingår i släktet Atractogaster och familjen brokparasitsteklar. Arten är reproducerande i Sverige. Inga underarter finns listade.